# Зебровая акула
Зе́бровая аку́ла, или аку́ла-зе́бра (лат. Stegostoma fasciatum) — единственный вид семейства зебровых акул (Stegostomatidae). Легко узнаваема благодаря пятнистой окраске, длинному хвосту и продольным гребням на коже по бокам.
Распространена в тропических и субтропических водах Тихого и Индийского океанов, иногда встречается в южной части Японского моря.

## Описание
Длина зебровой акулы может достигать 2,3 м, очень редко 3 м. Тело цилиндрическое, с пятью выступающими продольными гребнями на коже (у взрослых). Голова широкая, несколько уплощенная. Жаберные щели небольшие; их 5 пар. Брызгальца крупные. Ноздри с короткими усиками. Рот умеренно большой, зубы слабо дифференцированы, имеют центральную вершину и два боковых зубчика; 28-33 в верхней челюсти и 22-32 в нижней.
Шипов при плавниках нет. Первый спинной плавник больше второго. Грудные плавники довольно большие и широкие, намного больше брюшных. Брюшные меньше первого спинного, но больше второго, и примерно такие же, или несколько больше, чем анальный плавник. Хвостовой плавник очень длинный, около половины общей длины акулы, причем он не имеет нижней лопасти.

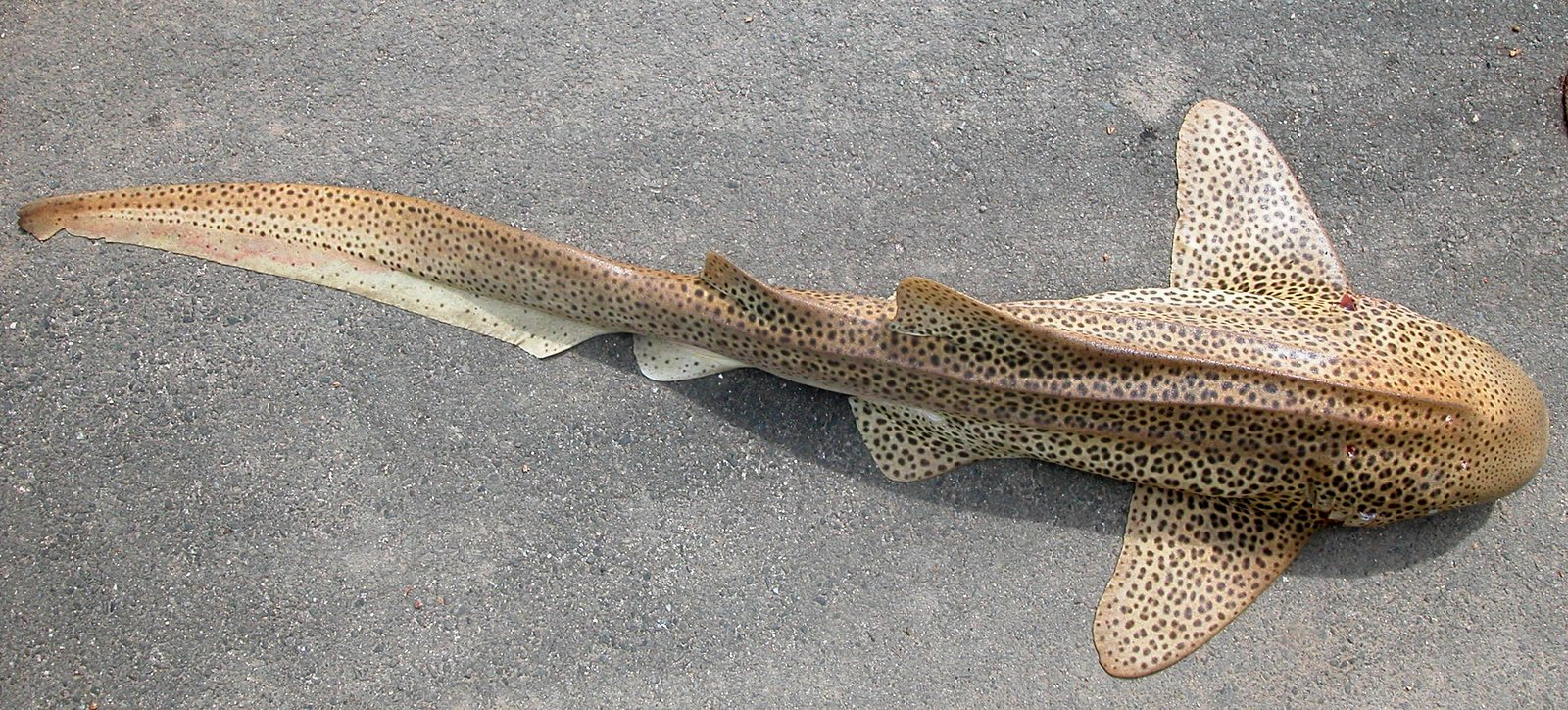

Цвет у взрослых особей желто-коричневый с темно-коричневыми пятнами; брюшная сторона окрашена бледно. Молодые особи (до 70 см) окрашены совсем по-другому: они темного цвета с белыми пятнами и вертикальными полосами. Из-за этого, а также из-за того, что у них нет гребней на коже, раньше их считали отдельным видом.

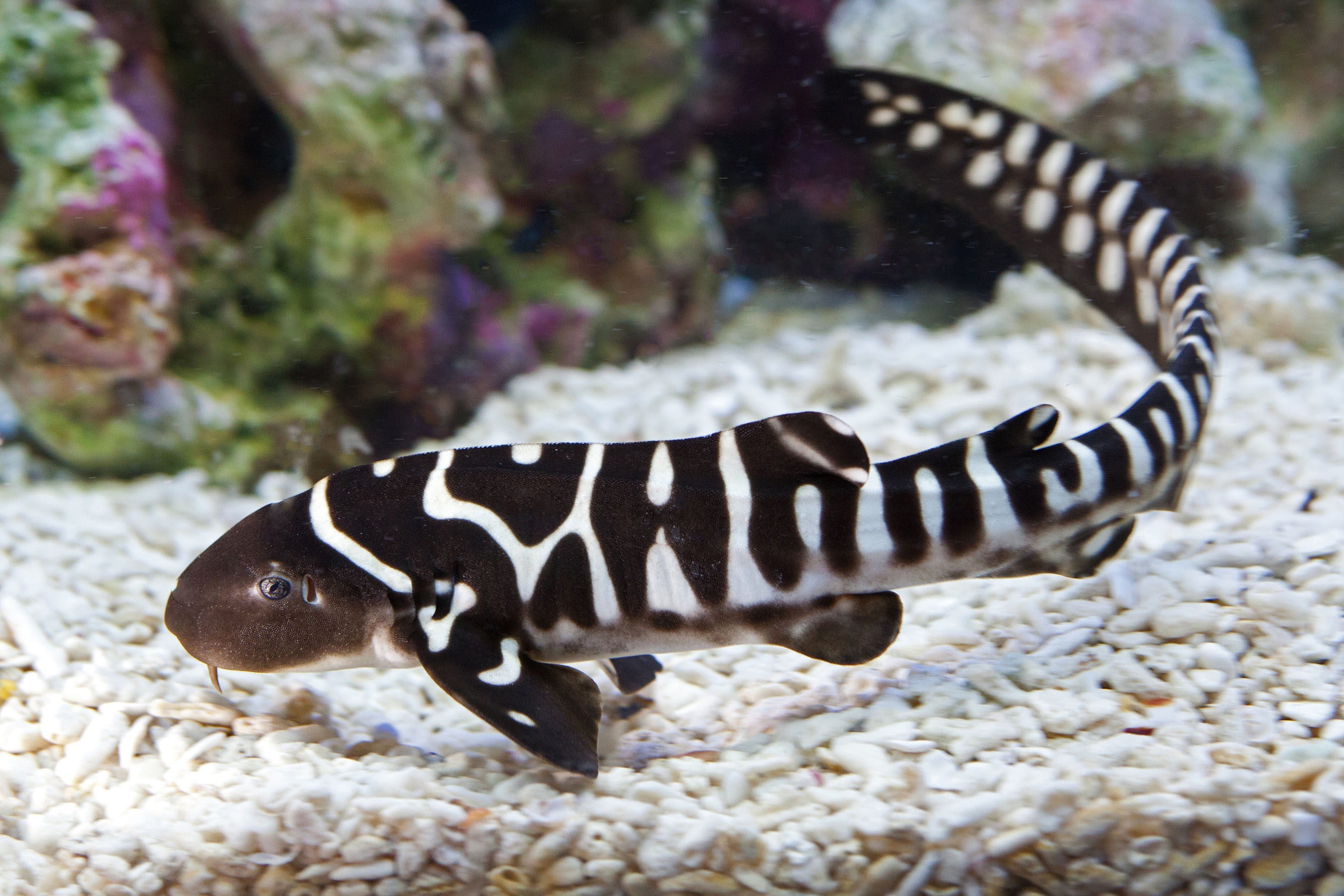
Молодая зебровая акула

Питается акула в основном моллюсками, а также ракообразными и мелкой рыбой.
Зебровая акула принадлежит к числу яйцекладущих. Её яйцевые капсулы довольно большие (до 17 см в длину), продолговатые и имеют роговые придатки, которыми они прикрепляются ко дну.

## Взаимодействие с человеком
Эта акула не агрессивна и опасности для человека не представляет (но если её спровоцировать, может укусить). Её значение для промышленного рыболовства небольшое, но всё же её ловля ведётся на всём протяжении ареала. Иногда попадается в качестве прилова; также её ловят рыбаки-любители.
Зебровая акула относительно хорошо переносит неволю: её часто можно встретить в экспозициях океанариумов и в аквариумах.